# Partido Congolês do Trabalho
O Partido Congolês do Trabalho (PCT; em francês: Parti congolais du travail) é um partido político brazavile-congolês orientado no espectro de centro-esquerda à esquerda, bem como o partido no poder desde 1997. É o maior partido do Congo-Brazavile em número de filiados e de representantes eleitos para ambas as casas do Parlamento Nacional.
Fundado em 1969 por Marien Ngouabi, era originalmente um partido de vanguarda marxista-leninista que fundou a República Popular do Congo. Após a Queda do Comunismo, o partido abandonou suas badeiras históricas de defesa da classe trabalhadora, e em 2006 adotou posições mais reformistas como a social-democracia.
Denis Sassou Nguesso é o presidente do Comitê Central do PCT, e Pierre Moussa é o secretário-geral do PCT.

## Histórico

### Antecedentes
Precedeu o PCT a criação, em junho de 1964, do "Movimento Nacional da Revolução" (MNR), um partido político do Congo-Brazavile, com ideologia baseada no socialismo científico. Tinha dois órgãos centrais de liderança, um Comitê Central e um Bureau Político, e possuía uma poderosa facção de esquerda concentrada nas áreas rurais do norte do país. O MNR foi organizado em uma estratégia de partido popular de massas como resposta às necessidades políticas da revolução dos Três Dias Gloriosos ocorrida em 1963. Em 1966, iniciou-se uma acirrada disputa política entre o Presidente Alphonse Massamba-Débat e a ala mais à esquerda do MNR. Em dezembro de 1969, o MNR foi extinto.

### Criação do PCT e governo de partido único
No mesmo congresso de extinção do MNR foi fundado o PCT, em 29 de dezembro de 1969. A figura política que organizou o PCT foi Marien Ngouabi. Assim como o MNR, ele tornou o PCT o partido único governante do Congo-Brazavile, alterando, porém, a ideologia partidária para o marxismo-leninismo, com estratégia vanguardista. Desde o início, foi fortemente dominado por oficiais militares do norte rural do Congo-Brazavile. Embora o regime do PCT tenha sido concebido como um Estado socialista, era essencialmente com um caráter fortemente étnico-regional. Membros dos grupos étnicos do sul, que eram muito mais numerosos do que os do norte, foram incluídos na estrutura de poder, mas os principais líderes eram consistentemente nortistas.
Ideologicamente, o partido representava um espectro de visões marxistas-leninistas e sofreu com lutas internas na década de 1970, que às vezes se tornaram violentas. Alguns líderes da ala ainda mais à esquerda do partido, como Ange Diawara e Claude-Ernest Ndalla, defendiam uma opção pelo modelo maoista; tentaram, sem sucesso, um golpe de Estado contra Ngouabi em fevereiro de 1972. A ala direita do partido, ridicularizada por ter apenas um compromisso superficial com o marxismo-leninismo, era representada por Joachim Yhombi-Opango; o golpe falhado de 1972 ocorreu principalmente na tentativa de afastar das forças armadas a influência de Yhombi-Opango.
Ngouabi foi assassinado em circunstâncias pouco claras em março de 1977 e sucedido por Yhombi-Opango, cujos oponentes no PCT estavam irritados com seu desvio direitista e a percepção de marginalização do partido. Pressionado pelas suspeitas de associação ao assassinato de Ngouabi, Yhombi-Opango resignou ao cargo em fevereiro de 1979, com o partido elegendo como novo líder Denis Sassou Nguesso — outro oficial militar de carreira do norte. A ascensão de Sassou Nguesso, que representava a ala de esquerda do PCT, marcou um retorno à ortodoxia do partido. Sassou Nguesso não era um esquerdista radical nem um ideólogo; suas políticas eram geralmente marcadas pelo pragmatismo, buscando relações calorosas com o Bloco Oriental e relações normalizadas com o Ocidente.
À medida que Sassou Nguesso consolidava o poder durante a década de 1980, o fraccionismo interno no PCT tornou-se menos pronunciado, embora as lutas pelo poder continuassem. Jean-Pierre Thystère Tchicaya, que após Ngouabi tornou-se o principal ideólogo do PCT, foi acusado de organizar um atentado à bomba e removido da liderança no congresso do partido em 1984. Uma facção poderosa no partido, liderada pelo também ideólogo François-Xavier Katali, favorecia uma posição pró-soviética; Sassou Nguesso conseguiu marginalizar a facção Katali no congresso de 1984. Katali foi rebaixado a um ministério governamental menor, mas não sofreu nenhuma punição adicional; quando morreu de ataque cardíaco em 1986, foi considerado um herói nacional.

### Abandono do marxismo-leninismo
No bojo da Queda do Comunismo, graves distúrbios financiados pelso Estados Unidos e pela França em 1990 resultaram no colapso no sistema de partido único que privilegiava o PCT. Sassou Nguesso foi forçado a introduzir o multipartidarismo em 1990 e, em seguida, convocar uma Conferência Nacional em 1991. A Conferência Nacional ficou marcada por duras críticas a Sassou Nguesso e repudiou fortemente o PCT; Sassou Nguesso foi reduzido à condição de figura decorativa, sendo obrigado a estabelecer um governo de transição não-PCT.
O PCT esteve na oposição de 1992 a 1997, durante a presidência de Pascal Lissouba. O abandono da ideologia marxista-leninista expôs uma rede de clientelismo ao redor de Sassou Nguesso, que continuou a dominar o partido. Sassou Nguesso finalmente retornou ao poder durante a guerra civil de junho a outubro de 1997.
A consolidação no poder de Sassou Nguesso veio após a segunda guerra civil brazavile-congolesa. O PCT e sua coalizão "Forças Democráticas Unidas" venceram as eleições presidenciais de março de 2002. Em 2006 o partido oficialmente adotou a social-democracia. As vitórias repetiram-se nas diversas eleições nacionais e locais em 2007, 2008, 2012, 2017 e 2022.